# کنکورد (نیو ساوت ولز)
کنکورد (به انگلیسی: Concord) یک حومه شهر در استرالیا است که در نیو ساوت ولز واقع شده‌است.